# Ixcuinatoyac, Alcozauca de Guerrero
Ixcuinatoyac är en ort i Mexiko.   Den ligger i kommunen Alcozauca de Guerrero och delstaten Guerrero, i den sydöstra delen av landet, 240 km söder om huvudstaden Mexico City. Ixcuinatoyac ligger 1 638 meter över havet och antalet invånare är 1 161.
Terrängen runt Ixcuinatoyac är huvudsakligen lite bergig. Ixcuinatoyac ligger nere i en dal. Runt Ixcuinatoyac är det ganska tätbefolkat, med 75 invånare per kvadratkilometer. Närmaste större samhälle är San Vicente Zoyatlán, 5,7 km söder om Ixcuinatoyac. I omgivningarna runt Ixcuinatoyac växer huvudsakligen savannskog.